# Samväldet
Samväldet (engelska: Commonwealth of Nations) är en mellanstatlig organisation bestående av 54 självständiga länder, varav nästan alla tidigare tillhört det brittiska imperiet. 
Organisationen har haft namnet Brittiska samväldet, men det ändrades 1949 för att understryka att Storbritannien inte har en särställning. Den brittiska monarken har den symboliska titeln Head of the Commonwealth, men är endast statschef i de femton självständiga stater som kallas samväldesriken (en. Commonwealth realms).
Under senare år har Samväldet inte minst arbetat med demokratifrågor och kulturellt utbyte. Samväldesspelen, som hålls vart fjärde år, liknar de olympiska spelen.
De flesta brittiska besittningar har valt att i samband med självständigheten inträda som medlemmar i Samväldet; ett viktigt undantag är de arabiska områden som tidigare var brittiska kolonier eller protektorat. År 1995 inträdde Moçambique som medlem i Samväldet. Landet har aldrig varit en brittisk besittning, men medlemskapet motiverades bland annat med att landet helt omgavs av samväldesländer (sedan inträdet har dock grannlandet Zimbabwe utträtt). Även Kamerun inträdde 1995; landet består delvis av en tidigare brittisk besittning.

## Historia
Samväldet är en fortsättning på brittiska imperiet och har ytterst sitt ursprung i imperiekonferenserna, Imperial Conferences, som hölls på 1910- och 1920-talen. Britternas redan självstyrande besittningar tillerkändes vid konferensen självständighet, vilket sedan formellt stadfästes i Westminsterstatuten år 1931. Inom imperiet skulle alla stater vara fria och likvärdiga, men hållas samman av en gemensam trohet till den brittiska kronan.
Efter andra världskriget omvandlades imperiet till samväldet, och under avkoloniseringen blev sedan de flesta före detta brittiska besittningarna medlemmar i Samväldet.
Burma (1948) och Sydjemen (1967) och ett mindre antal andra stater valde dock att inte bli medlemmar. Irland var först medlem, men lämnade Samväldet vid införandet av republik 1949. 
År 1949 godtogs möjligheten för en medlemsstat i Samväldet att vara republik. Indien skulle nu vara medlem, trots att man i sin detta år antagna grundlag hade blivit republik. Denna policyändring blev känd som Londondeklarationen, och kom i praktiken att innebära att alla medlemmar godtog den brittiska monarken som Samväldets överhuvud, oavsett om det egna landet är republik.
Medborgarna i Samväldet utgör idag totalt 30 procent av världens befolkning. Medlemskapet är öppet för alla de stater som delar samväldets grundläggande värden och som har eller har haft ett konstitutionellt band till Storbritannien eller någon annan medlem i Samväldet. Moçambique ansökte om medlemskap i samband med Sydafrikas återinträde i Samväldet och blev 1995 det första medlemsland som inte varit en besittning till Storbritannien eller något annat land inom Samväldet. Det andra medlemslandet som inte tidigare tillhört Storbritannien eller annat land i Samväldet var Rwanda, som blev medlem 2009.
Fiji, Nigeria och Pakistan har fått sina medlemskap suspenderade på senare år, på grund av militärkupper mot demokratiska regeringar. Sydafrikas medlemskap suspenderades på grund av apartheid. Zimbabwe suspenderades så sent som 2002 på grund av vad som betraktades som manipulerade val samt rapporterade trakasserier mot vita jordbrukare. Landet lämnade sedan självt medlemskapet i protest. I oktober 2013 lämnade Gambia självmant efter missnöje med Samväldet.
Maldiverna lämnade självmant Samväldet år 2016, efter hot om suspendering på grund av avsaknaden av demokratiska reformer samt dåligt arbete med mänskliga rättigheter. Landet gick dock åter år 2020 efter att en ny president, Ibrahim "Ibu" Mohamed Solih, valts in 2018 och sedan dess drivit igenom förändringar i landet. 
Gambia lämnade organisationen i oktober 2013 men anslöt sig igen i februari 2018. 
Drottning Elizabeth II var fram tills sin död i september 2022 överhuvud för organisationen. Rollen som överhuvud följer inte per automatik den brittiska tronföljden, men Charles III övertog ändå rollen, som följd av en omröstning som hölls i april 2018 av medlemsstaternas regeringschefer. 

## Organisation och mål

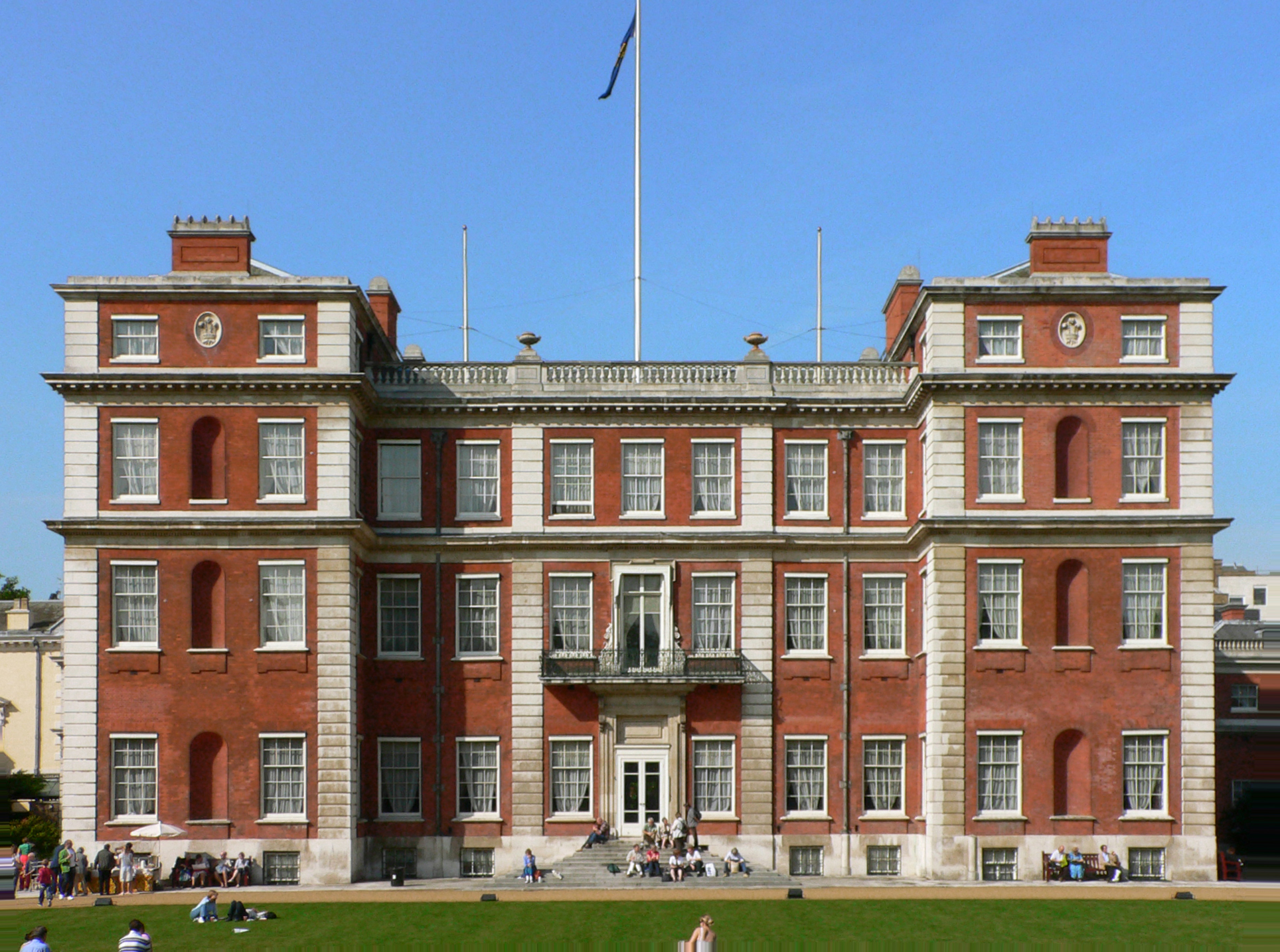
Marlborough House i London är säte för samväldets sekretariat.

Charles III är organisationens överhuvud, men i praktiken sköts organisationen av Samväldessekretariatet i London. 2008-2016 var Kamalesh Sharma från Indien Samväldets generalsekreterare. Sedan 1 april 2016 är Patricia Scotland, diplomat, jurist och politiker från Dominica, generalsekreterare.
Verksamheten idag består huvudsakligen i uppmuntrande av förbindelser och samarbete mellan medlemsstaterna, och i att sätta press på medlemmar som bryter mot folkrättsliga regler eller överger demokratin. Organisationen är också ett sätt att stärka den kulturella gemenskapen bland medlemmarna.

## Medlemmar i Samväldet
| Inträdesår inom parentes | |
| \| - Europa - Storbritannien (1931) - Cypern (1961) - Malta (1964) - Nordamerika - Kanada (1931) - Jamaica (1962) - Trinidad och Tobago (1962) - Barbados (1966) - Bahamas (1973) - Grenada (1974) - Dominica (1978) - Saint Lucia (1979) - Saint Vincent och Grenadinerna (1979) - Antigua och Barbuda (1981) - Belize (1981) - Saint Kitts och Nevis (1983) - Sydamerika - Guyana (1966) - Afrika - Sydafrika (1931; utträdde 1961; återinträdde 1994) - Ghana (1957) - Nigeria (1960; suspenderad 1995; återinträdde 1999) - Sierra Leone (1961) - Tanzania (1961) - Uganda (1962) - Kenya (1963) - Malawi (1964) - Zambia (1964) - Gambia (1965; utträdde 2013; återinträdde 2018) - Botswana (1966) - Lesotho (1966) - Mauritius (1968) - Swaziland (1968) - Seychellerna (1976) - Namibia (1990) - Moçambique (1995) - Kamerun (1995) - Rwanda (2009) - Gabon (2022) - Togo (2022) \| - Asien - Indien (1947) - Sri Lanka (1948) - Malaysia (1957) - Singapore (1965) - Bangladesh (1972) - Maldiverna (1982; utträdde 2016; återinträdde 2020) - Brunei (1984) - Pakistan (1947; utträdde 1972; återinträdde 1989; suspenderad 1999–2004 och 2007–2008[10]) - Oceanien - Australien (1931) - Nya Zeeland (1931) - Samoa (1970) - Tonga (1970) - Fiji (1970; utträdde 1987; återinträdde 1997; suspenderad 2006; återinträdde 2014[11]) - Papua Nya Guinea (1975) - Salomonöarna (1978) - Vanuatu (1980) - Tuvalu (1978) - Kiribati (1979) - Nauru (1999) Tidigare medlemmar - Irland (utträdde 1949) - Zimbabwe (utträdde 2003) \| | |
| - Europa - Storbritannien (1931) - Cypern (1961) - Malta (1964) - Nordamerika - Kanada (1931) - Jamaica (1962) - Trinidad och Tobago (1962) - Barbados (1966) - Bahamas (1973) - Grenada (1974) - Dominica (1978) - Saint Lucia (1979) - Saint Vincent och Grenadinerna (1979) - Antigua och Barbuda (1981) - Belize (1981) - Saint Kitts och Nevis (1983) - Sydamerika - Guyana (1966) - Afrika - Sydafrika (1931; utträdde 1961; återinträdde 1994) - Ghana (1957) - Nigeria (1960; suspenderad 1995; återinträdde 1999) - Sierra Leone (1961) - Tanzania (1961) - Uganda (1962) - Kenya (1963) - Malawi (1964) - Zambia (1964) - Gambia (1965; utträdde 2013; återinträdde 2018) - Botswana (1966) - Lesotho (1966) - Mauritius (1968) - Swaziland (1968) - Seychellerna (1976) - Namibia (1990) - Moçambique (1995) - Kamerun (1995) - Rwanda (2009) - Gabon (2022) - Togo (2022) | - Asien - Indien (1947) - Sri Lanka (1948) - Malaysia (1957) - Singapore (1965) - Bangladesh (1972) - Maldiverna (1982; utträdde 2016; återinträdde 2020) - Brunei (1984) - Pakistan (1947; utträdde 1972; återinträdde 1989; suspenderad 1999–2004 och 2007–2008) - Oceanien - Australien (1931) - Nya Zeeland (1931) - Samoa (1970) - Tonga (1970) - Fiji (1970; utträdde 1987; återinträdde 1997; suspenderad 2006; återinträdde 2014) - Papua Nya Guinea (1975) - Salomonöarna (1978) - Vanuatu (1980) - Tuvalu (1978) - Kiribati (1979) - Nauru (1999) Tidigare medlemmar - Irland (utträdde 1949) - Zimbabwe (utträdde 2003) |